# Cassius Clemens
Joachim „Cassius“ Clemens (* 15. Oktober 1953 in St. Wendel; † 24. Februar 2025) war ein deutscher Clubbetreiber, Unternehmer und Musiklabel-Inhaber aus dem Saarland. Unter seinem Künstlernamen Cassius prägte er über mehrere Jahrzehnte die lokale Clubszene und war Eigentümer des Labels KuFa Records.

## Leben und Karriere
Clemens wurde 1953 in St. Wendel geboren. Clemens war seit den 1980er-Jahren in der Clubszene aktiv und eröffnete 1984 seinen ersten Club Flash in St. Wendel. Im Laufe seiner Karriere betrieb er weitere Clubs in verschiedenen Städten des Saarlandes und Rheinland-Pfalz. In den 1990er-Jahren wurden seine Clubs, insbesondere die Kulturfabrik (KuFa) in Saarbrücken, zu bekannten Treffpunkten der Technoszene. Er war außerdem Gründer der Eventreihe Mixery Castle, eine Techno- und Raveparty, die zunächst an der Burg Lichtenberg, später am Bostalsee, stattfand und Jahr für Jahr ungefähr 5000 Besucher anzog. Zudem war er auch an der Loveparade beteiligt, wo er ab 1997 mit eigenem Wagen das Saarland repräsentierte. Er beteiligte sich an der Love Parade, bis sie aus Berlin wegzog.
Im Jahr 2022 zog sich Clemens aus gesundheitlichen Gründen aus dem aktiven Clubbetrieb zurück. Im Oktober 2022 wurde sein Abschied mit einer großen Party im Flash gefeiert, bei der auch WestBam anwesend war. 2025 schloss das Flash in St. Wendel nach 40 Jahren. Der Club soll zur Eventfabrik umgebaut werden.
Neben seiner Rolle als Clubbetreiber war Clemens auch als Musikproduzent aktiv. Er war an der Entwicklung des C.O.P. Projects beteiligt, das mit der Single Pornostar in die deutschen Charts kam. Er betrieb außerdem das Label KuFa Records, auf dem zwischen 2003 und 2007 diverse Techno-Singles erschienen.

## Tod
Clemens verstarb am 24. Februar 2025 im Alter von 71 Jahren. Er hinterließ eine Frau, drei Töchter und einen Sohn. Sein Tod wurde von zahlreichen Wegbegleitern und Musikschaffenden betrauert. Bei der Beerdigung selbst waren rund 500 Menschen anwesend.

## Bedeutung
Joachim „Cassius“ Clemens galt als eine der prägendsten Persönlichkeiten der saarländischen Club- und Gastroszene. Er war die treibende Kraft hinter den beiden bekanntesten Clubs Kufa in Saarbrücken und Flash in St. Wendel. Zudem war er für die saarländische Techno-Szene stilprägend. So arbeitete er unter anderem auch mit DJ Karotte zusammen, den er in den 1990ern vom Schwimmschiff Saarbrücken ins Flash St. Wendel und später in die Kufa  brachte und so half seine Karriere zu befeuern.

## Betriebene Clubs
Bestehende Clubs:
- Lindenau, St. Wendel, Saarland (seit 2009)[4]
- Eventarena, Saarbrücken, Saarland (seit 2019)

Ehemalige Clubs:
- Flash, St. Wendel, Saarland (1984–2025)[15]
- Kulturfabrik (KuFa), Saarbrücken, Saarland (1993–2017)
- Palazzo/Capitol, Bingen, Rheinland-Pfalz (2005–2007)
- Sound, Dillingen, Saarland (2011–2019)